# 아폴로 10호
아폴로 10호(Apollo 10)는 미국 NASA의 아폴로 계획에 의해 발사된 유인우주선 중 네 번째이다. 1969년 5월 18일 새턴 V 로켓으로 발사된 후 T.P.스태퍼드, J.W.영 및 E.A.서넌을 태우고 달까지 갔다. 달을 31회 돌면서 달착륙을 위한 마지막이자 총연습을 끝냈다.

## 승무원
- 토마스 스태퍼드 - 선장
- 존 영 - 사령선 조종사
- 유진 서넌 - 달 착륙선 조종사

### 백업 승무원
- 고든 쿠퍼 - 선장
- 돈 아이셀 - 사령선 조종사
- 에드거 미첼 - 달 착륙선 조종사

### 지원 승무원
- 찰스 듀크
- 조셉 잉글
- 제임스 일윈
- 잭 루스마

### 비행 지휘자
- 글린 룬네이 블랙 팀
- 게리 그리핀 골드 팀
- 밀튼 윈들러 마룬 팀
- 페테 프랭크 오렌지 팀

## 달 착륙선에 의한달표면에의 최접근
- 1969년 5월 22일 21:29:43 UTC

1969년 5월 22일 20:35:02 UTC에, 달 착륙선의 강하 추진 시스템을 27.4초간 작동시켜, 달 착륙선이 112.8km x 15.7km의 궤도에 올랐다. 최저 지점은, 아폴로 11호의 착륙 지점인 제2 착륙 지점으로부터 약 15도의 위치였다. 최저 고도를 기록한 것은 21:29:43 UTC로, 달 표면으로부터 15.6km였다.

## 미션의 하이라이트
이 임무는 달 착륙으로 향한 최종 리허설이며, 스태퍼드와 서넌이 탑승한 달 착륙선(호출 부호 스누피)은 달 표면으로부터 15.6 km(8.4 nm)까지 접근했다. 최종 단계를 제외하고, 이 미션은 정확하게 똑같이 우주와 지상의 양쪽 모두로 진행해, 아폴로의 추적·관제 네트워크의 완전한 동작이 확인되었다.
지구의 저궤도를 떠나고 나서 곧 S-IVB(새턴 V 로켓의 제3단)로부터 떼어내진 사령선과 기계선은 회전해, 아직 S-IVB에 격납된 채로 달 착륙선과 도킹했다. 사령선과 기계선과 달 착륙선은, 달까지의 여행을 향해서 S-IVB 로켓으로부터 분리되었다. 달 궤도상에서는, 스태퍼드와 서넌이 달 착륙선으로 비행하는 동안 존 영은 사령선 찰리 브라운에 머물렀다. 그들은 달 착륙선의 레이다와 상승용 엔진을 체크한 것 외에 오동작을 일으킨 자세 제어 시스템의 문제를 어떻게든 극복해, 고요의 바다에 있는 아폴로 11호의 착륙예정지점을 조사했다. 그렇지만 이 미션에 있어서의 테스트 항목에는, 실제의 착륙은 포함되지 않았다. 또, 아폴로 10호에는 또 하나의 세계 최초의 기록이 있다. 즉, 우주 공간으로부터의 컬러 텔레비전에 의한 생중계 방송이다.
사령선은 런던의 사이언스 박물관에 전시되고 있다.
달 착륙선은 태양 주회 궤도상에 있기 위해 우주 공간에 내보내진 모든 아폴로 달 착륙선 속에서 유일한 완전한 모습을 남기고 있다. 아폴로 5호, 9호, 13호의 달 착륙선은 지구 대기권에 돌입할 때 소실되어 버렸고, 아폴로 11호의 상승단은 달 궤도에 머무른 후, 달 표면에 추락했다. 또, 아폴로 12호에서 아폴로 17호까지(13호를 제외한다)의 상승단은 달에 인공적인 지진을 일으키기 위해서 의도적으로 달표면에 추락되었다.

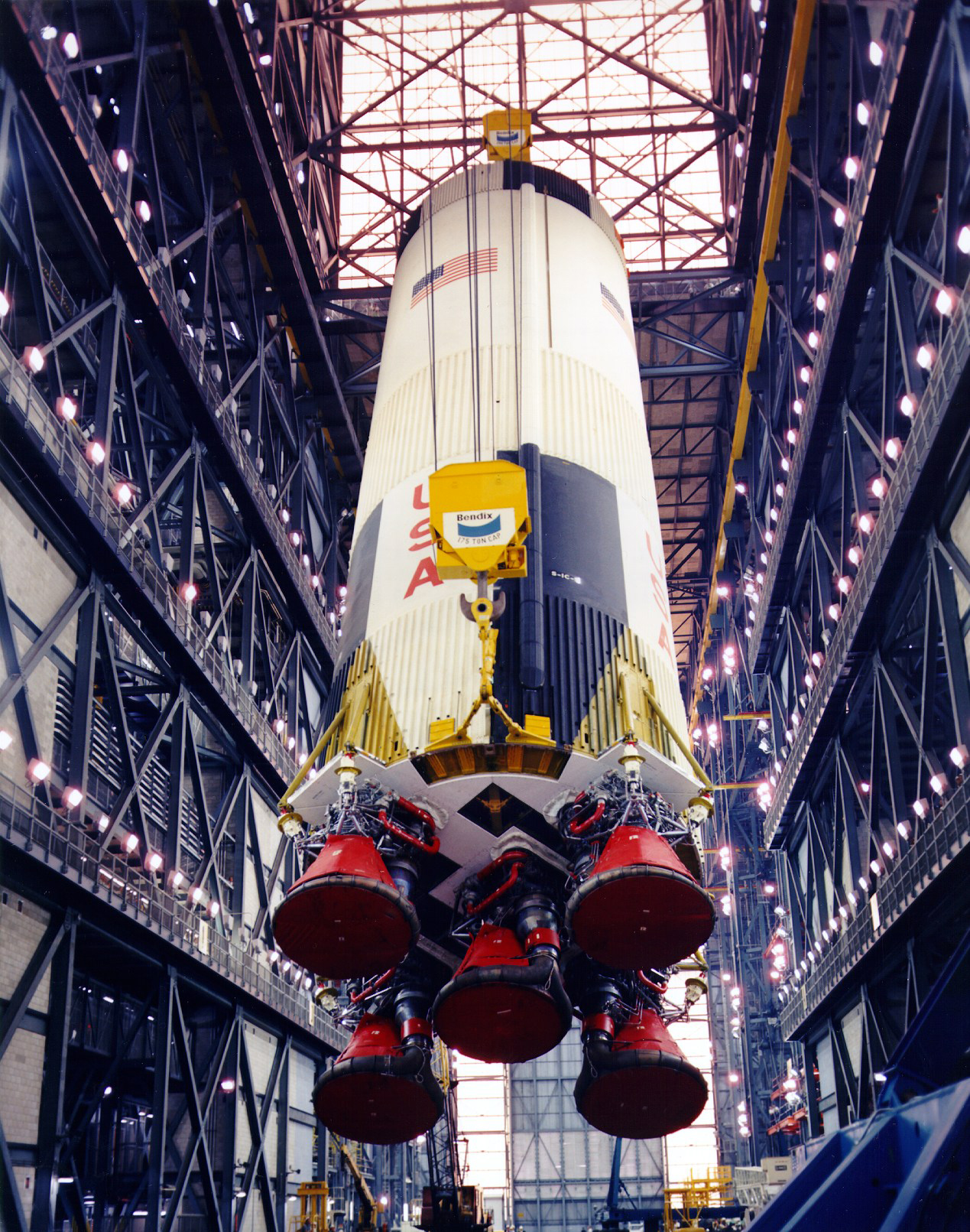
아폴로 10호를 싣고 갈 새턴 V 로켓의 S-IC 1단 로켓

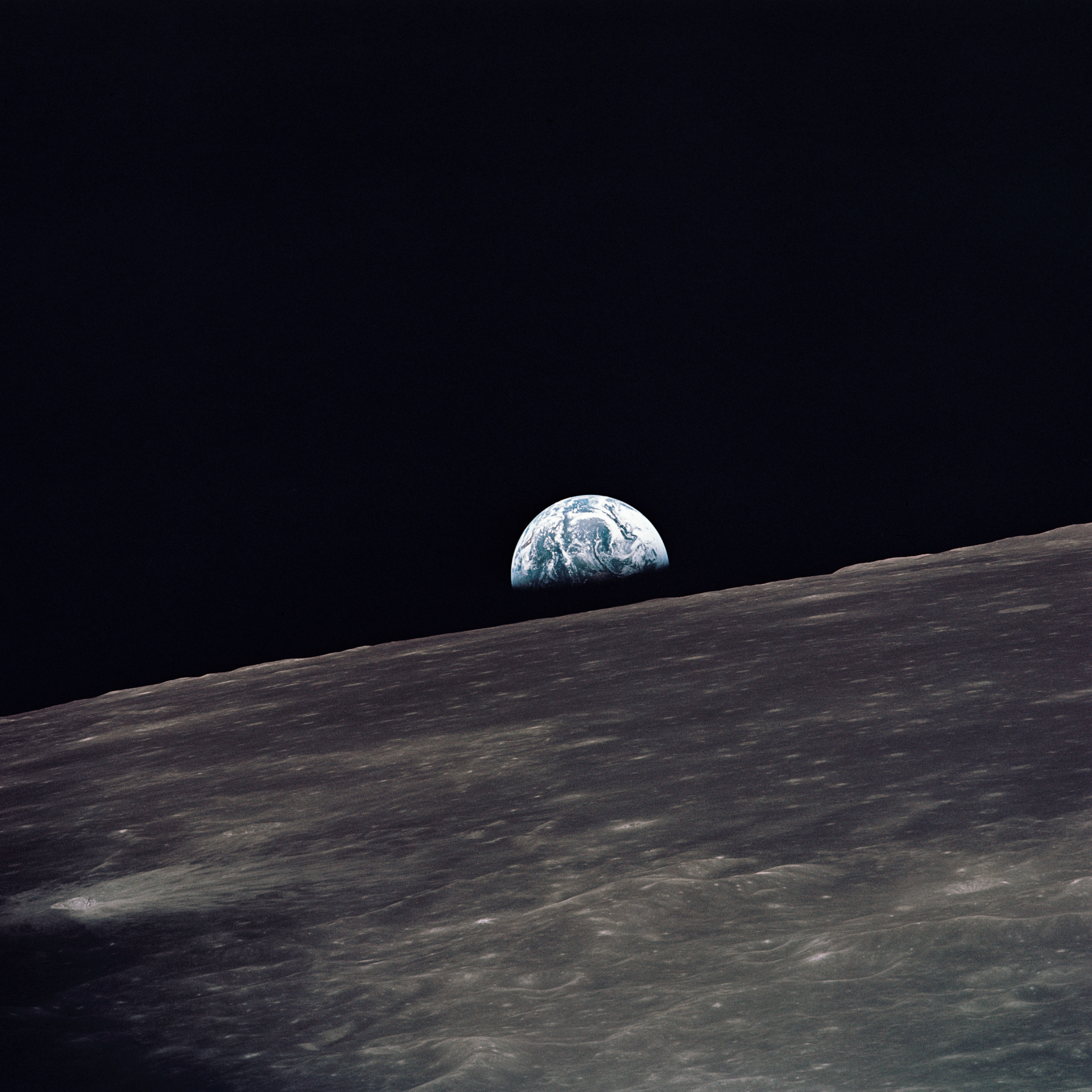
아폴로 10호에서 바라본 지구

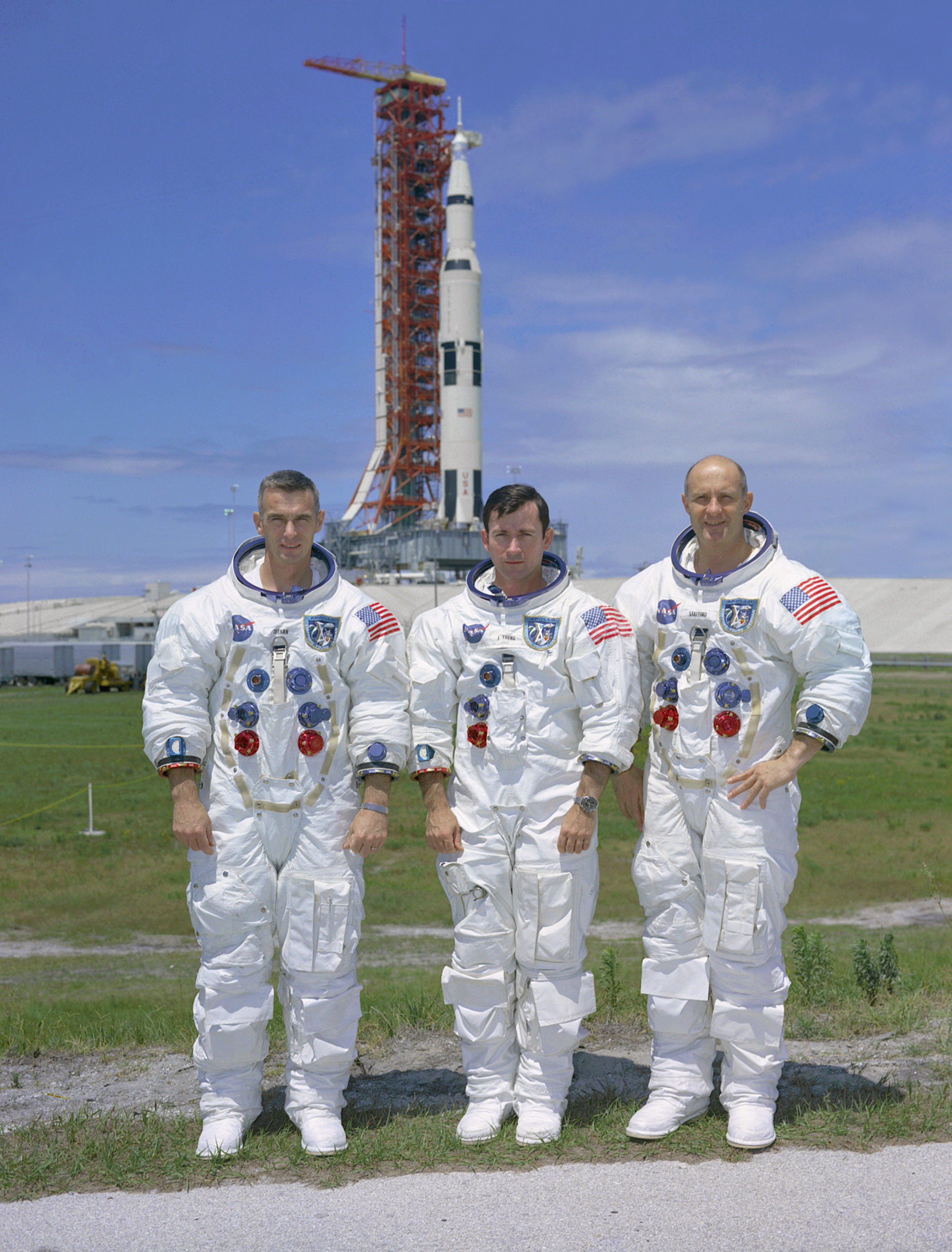
발사 전 포즈를 취하는 아폴로 10호의 승무원. 왼쪽으로부터 서넌, 영, 스태퍼드

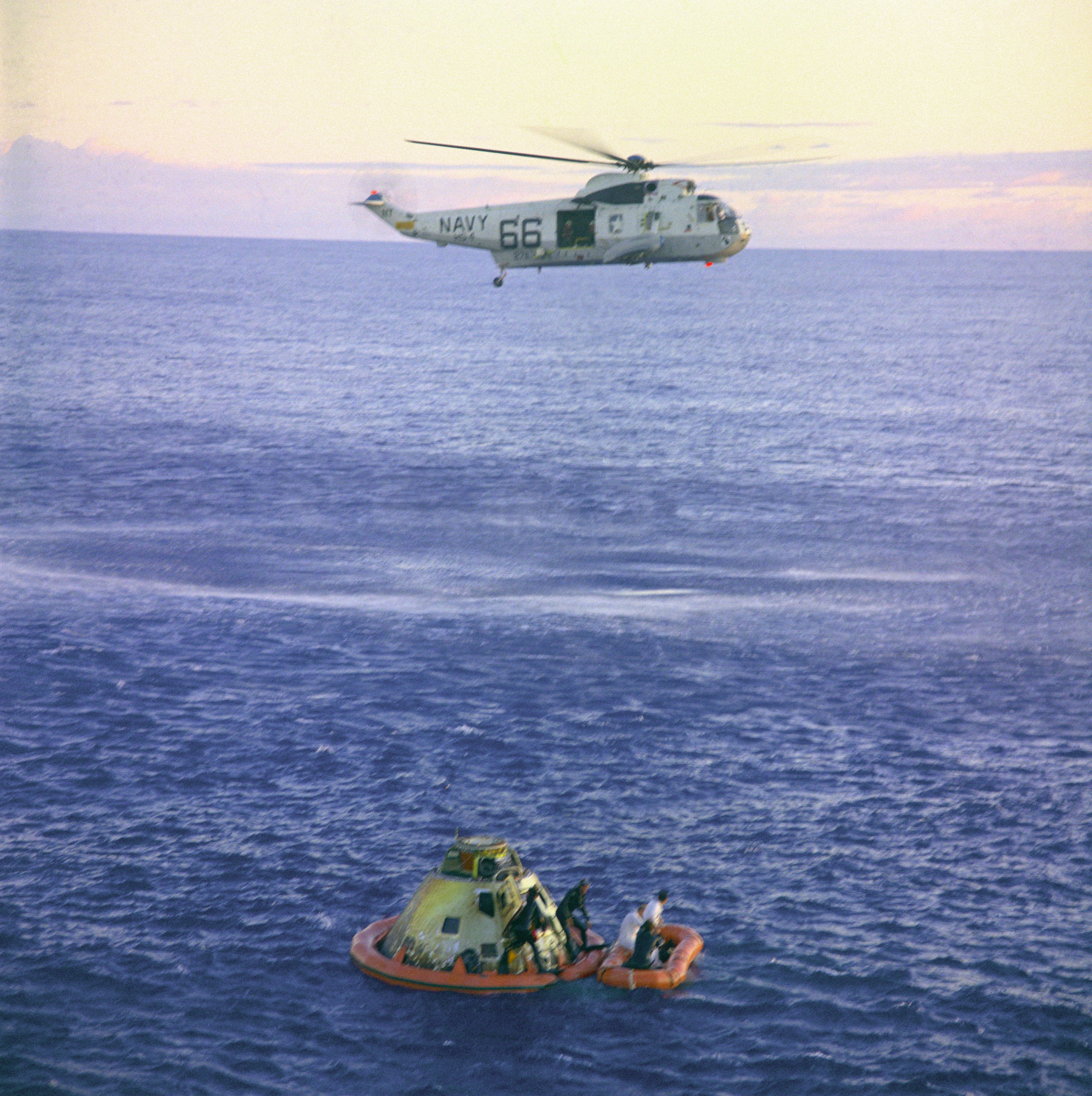
구조되는 아폴로 10호

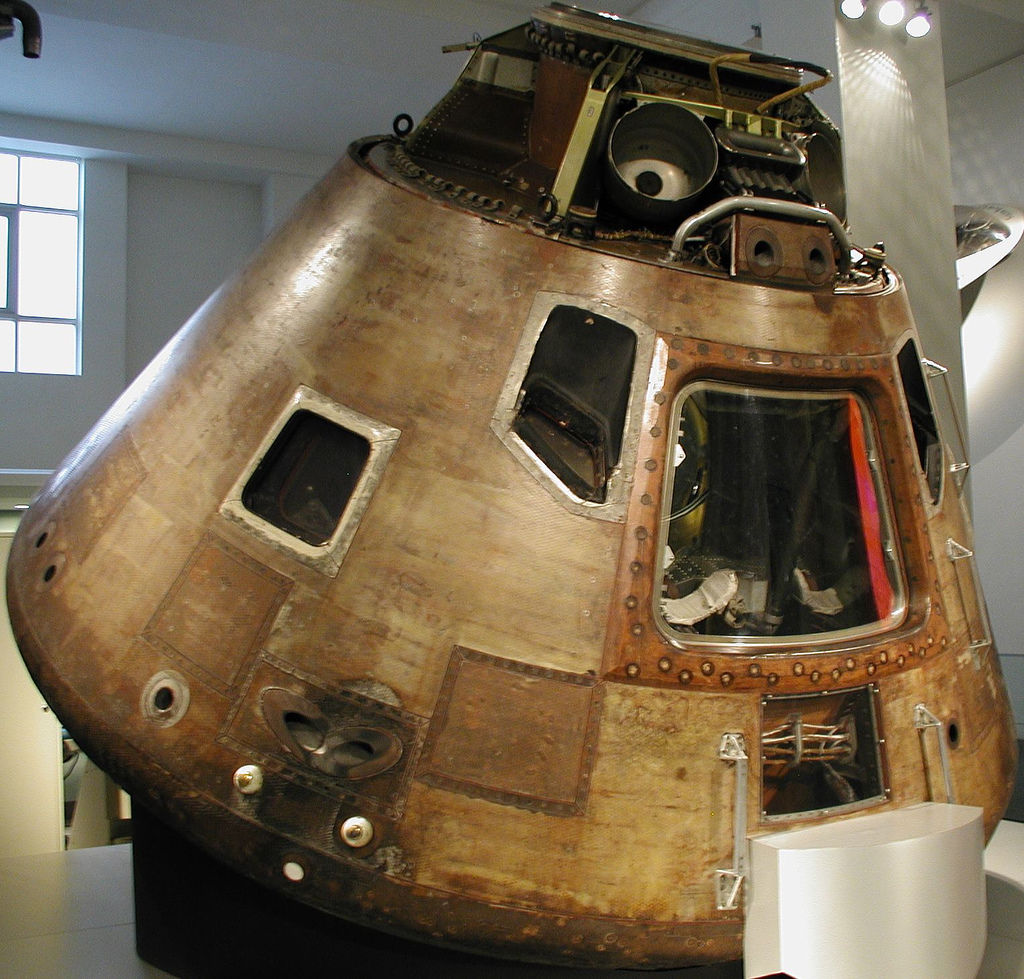
아폴로 10호의 사령선. 2007년 12월에 촬영